# Tiamat
Tiamat je v babilonski mitologiji boginja slanega oceana in pošast kaosa. Je osrednja figura v epu o stvarjenju Enûma Eliš.
Tiamat je ogromen, nadut ženski zmaj, ki pooseblja ocean (slane vode) ali vode kaosa (nerazločena čustva). Tiamat je pramati vsega, kar obstaja, vključno bogov samih. Njen soprog Apsu pooseblja sladkovodna brezna, ki ležijo pod površjem Zemlje, v njeni globini. Iz njune zveze, spoja slane in sladke vode, je bil rojen prvi par bogov, Lachmu in Lachamu, ki sta starša bogov Ansar in Kisar, ter stara starša bogov Anu in Ea.
Sumerski ep o stvarjenju, Enuma Eliš (2000 let pr. n. št.), nadalje opisuje, da so Tiamatini in Apsujevi potomci razdražili svoje starše, ki so jih zato sklenili ubiti. Toda Ea je odkril njune nakane in je kasneje ubil Apsuja, ko je ta spal. Ko je Tiamat zvedela za smrt soproga, je pobesnela. V želji po maščevanju je ustvarila vojsko pošastnih bitij, ki jih je vodil njen sin in hkrati nov soprog Kingu. Vendar je bila Tiamat, kljub vsemu poražena. Porazil jo je mladi bog plodnosti, Marduk, rojen iz globin sladkovodnega jezera.
Marduk je razcepil Tiamatino telo na pol in iz zgornje polovice telesa ustvaril nebo (podnebje), iz spodnjega dela pa zemljo. Nadalje so iz njenih voda nastali oblaki, iz njenih solza pa izvira reki Tigris in Evfrat. Tudi Kingu je pri tem umrl in iz njegove krvi je Marduk ustvaril prvega človeka.
In gospod [Marduk] je stopil vrh Tiamate zadnjega dela
in z neusmiljeno svojo gorjačo ji lobanjo razklal.
Poti njene krvi je vsepoprek prerezal
in severnik je pripravil, da jo razpihal po skrivnih je krajih.
— Enûma Eliš, četrta tablica